# Kim Yong-chol
Kim Yong-chol (hangul: 김영철; nascido em 1946, na Província de Ryanggang) é um general e político norte-coreano que atualmente atua como vice-presidente do Comitê Central do Partido dos Trabalhadores da Coreia para assuntos sul-coreanos e chefe do Departamento da Frente Unida.
Entre fevereiro de 2009 e janeiro de 2016, foi diretor do Gabinete Geral de Reconhecimento, o principal serviço de inteligência do país.

## Carreira
Em 1962, serviu na 15ª Divisão, uma companhia da polícia civil que presta serviços na Zona Desmilitarizada da Coreia.
Em 1968, foi nomeado como oficial de ligação da Comissão de Armistício Militar do Comando das Nações Unidas para a Coreia.
Em 1976, foi nomeado comandante de divisão do Comando da Guarda Suprema.
Em 1990, foi promovido a Major-General e tornou-se vice-diretor do Ministério das Forças Armadas do Povo e diretor do Gabinete de Reconhecimento do mesmo ministério.
Em 1998, foi eleito deputado para a Assembleia Popular Suprema, tendo reeleito em 2003, em 2009 e em 2014.
Em 2009, foi nomeado como diretor do Departamento Geral de Reconhecimento e vice-chefe do Departamento de Estado Maior do Exército Popular da Coreia.
Em 2010, foi promovido a Coronel-Geral e eleito para a Comissão Militar Central do Partido dos Trabalhadores da Coreia e para o Comitê Central do Partido dos Trabalhadores da Coreia e, também, integrou o comitê fúnebre de Jo Myong-rok.
Em 2011, integrou o comitê fúnebre de Kim Jong-il. 
Em 2012, foi promovido a General.
Em 2014, integrou o comitê fúnebre de Jon Pyong-ho . 
Em 2016, ele foi reeleito para o 7º Comitê Central do Partido dos Trabalhadores da Coreia, passou a integrar o Politburo do Partido dos Trabalhadores da Coreia, passou a exercer o cargo de vice-presidente do Partido dos Trabalhadores da Coreia, foi nomeado como diretor do Departamento da Frente Unida, integrou as comissões funerárias de Kang Sok-ju e Ryu Mi-yong e passou a integrar o Presidium da Assembléia Popular Suprema.
Em 24 de abril de 2019, a Agência de Notícias Yonhap informou que a Coreia do Norte removeu Kim Yong-chol da posição de chefe do Departamento da Frente Unida. 

### Presença nos Jogos Olímpicos de Pyeongchang de 2018
Kim foi enviado como parte da delegação olímpica da Coreia do Norte para a cerimônia de encerramento dos Jogos Olímpicos de Inverno de 2018, realizada em 24 de fevereiro de 2018. Sua presença foi controversa, principalmente devido às alegações de que Kim foi responsável por orquestrar um ataque a um navio da Coreia do Sul em 2010 que resultou na morte de 46 marinheiros. Um artigo no Hangook Ilbo alertou que a presença de Kim poderia enviar "ondas furiosas" por toda a Península da Coreia, mas os jogos terminaram sem incidentes.

### Visita de maio de 2018 aos Estados Unidos

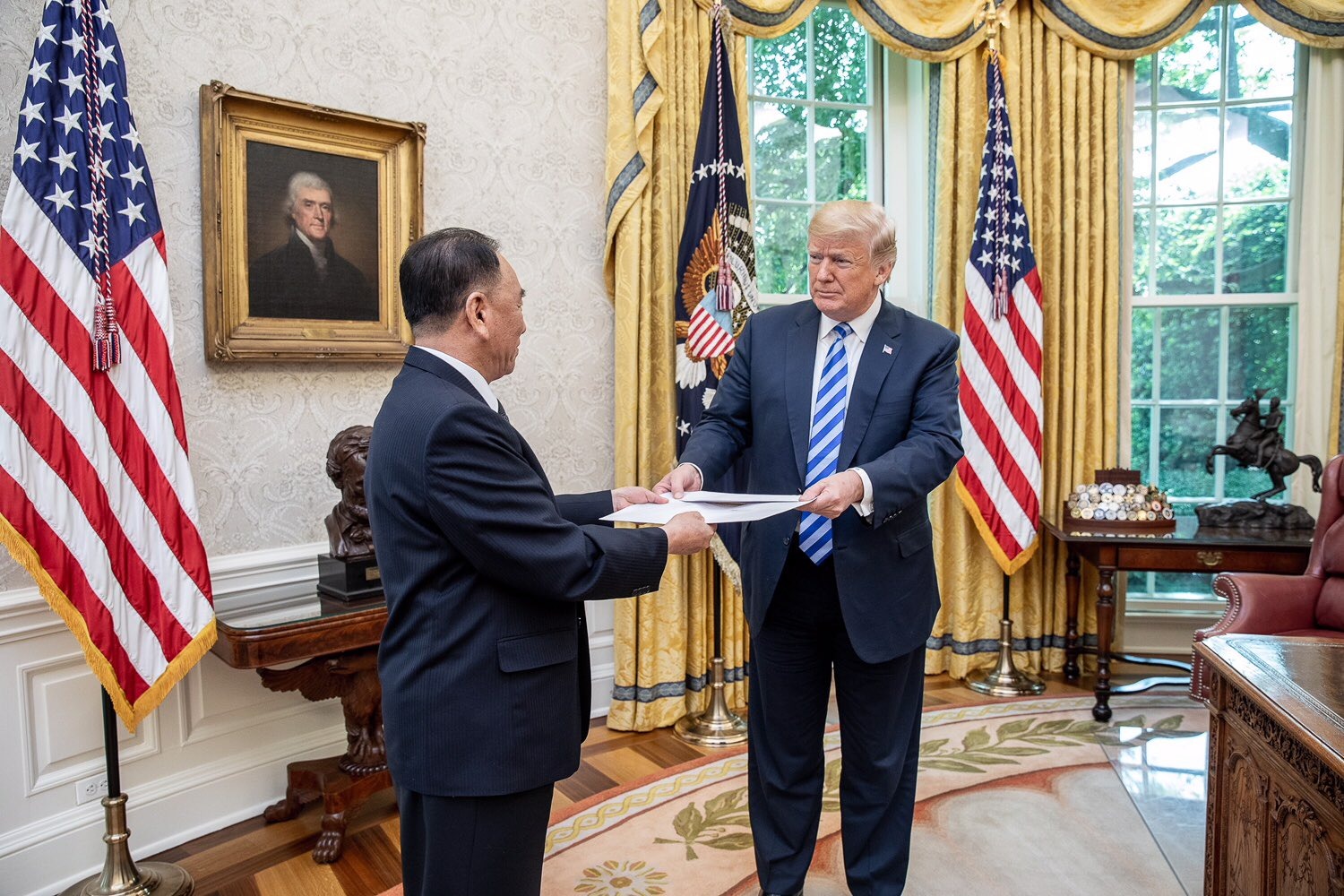
Kim entregando uma carta do Presidente Kim ao presidente Trump no Salão Oval em 1º de junho.

Em 30 de maio, Kim voou para a cidade de Nova Iorque através da China para conversar com o secretário de Estado dos EUA, Mike Pompeo, sobre a cúpula de 2018 entre Coreia do Norte e Estados Unidos . Hospedou-se em uma instalação residencial da delegação dos EUA nas Nações Unidas para realizar conversas altamente "privadas" com colegas americanos. Em seguida, viajou para a Casa Branca para conversar com o presidente Trump em 1 de junho de 2018. Durante essa reunião, ele entregou uma carta ao presidente Trump enviada por Kim Jong-un. Por estar sujeito a sanções dos EUA, a visita exigiu uma dispensa de sanções em relação à viagem.